# Borgkoningin
De Borgkoningin (Engels: Borg Queen) is het middelpunt van de Borg-gemeenschap, een ras in het fictieve Star Trekuniversum.
De koningin beschikt over het besturen van alle Borgschepen en -constructies. Ze heeft de mogelijkheid om alle gedachten van alle Borg te sturen.
Wanneer de koningin dood gaat, raken alle Borg drones buiten bewustzijn, omdat ze geen opdrachten kunnen krijgen van hun koningin.
In de film Star Trek: First Contact werd de Borgkoningin gespeeld door Alice Krige. In de serie Star Trek: Voyager werd ze gespeeld door Krige en (in twee afleveringen) door Susanna Thompson.